# Zschopautalhänge bei Lichtenwalde
Die Zschopautalhänge bei Lichtenwalde ist ein Naturschutzgebiet (NSG) im Landkreis Mittelsachsen in Sachsen. Das 69,71 ha große Gebiet mit der NSG-Nr. C 55 umfasst mehrere Teilgebiete an den Talhängen der Zschopau bei Lichtenwalde, einem Ortsteil von Niederwiesa.
Das Naturschutzgebiet wurde durch einen Beschluss des Bezirkstages Karl-Marx-Stadt (Nr. 17/87) vom 30. März 1987 mit einer Größe von 34,25 ha festgesetzt. Durch eine Verordnung vom 8. Mai 2020 wurde das Gebiet auf die derzeitige Größe erweitert.